# Abraham von Björnmarck
Abraham von Björnmarck, före adlandet 1751 Björnmarck, född 23 december 1698 i Stockholm, död 8 september 1776 i Malmö, var en svensk militär.
Abraham von Björnmarck var son till pressbokhållaren Olof Björnmark och Eva Liffländer. Han blev volontär vid livgardet 1717, förare där 1718, fänrik vid Smålands femmänningsinfanteriregemente samma år och övergick senare till garnisonsregementet i Halland. År 1718 deltog han i fälttåget i Norge och blev samma dag som Karl XII stupade träffad av en kanonkula och slogs medvetslös. Han fördes bort som död innan man upptäckte att han fortfarande levde. Björnmarck blev på nytt fänrik vid Smålands femmänningsregemente 1730, blev löjtnant där 1732, regementskvartermästare 1739, kaptenlöjtnant 1740, kapten vid garnisonsregementet i Halland 1741. Under hattarnas ryska krig närvarade han vid fronten i Finland 1741–1743. Björnmarck adlades 1751 och introducerades 1752 på Riddarhuset. Han befordrades till major 1752, överstelöjtnant vid garnisonsregementet i Malmö 1756, överstelöjtnant vid garnisonsregementet i Stralsund och deltog från 1758 i Pommerska kriget. Björnmarck var 1766–1772 överste och chef för kronprinsens regemente, blev generalmajor 1772 och kommendant i Malmö. Senare samma år erhöll han avsked med pension.